# Gwinea (region)

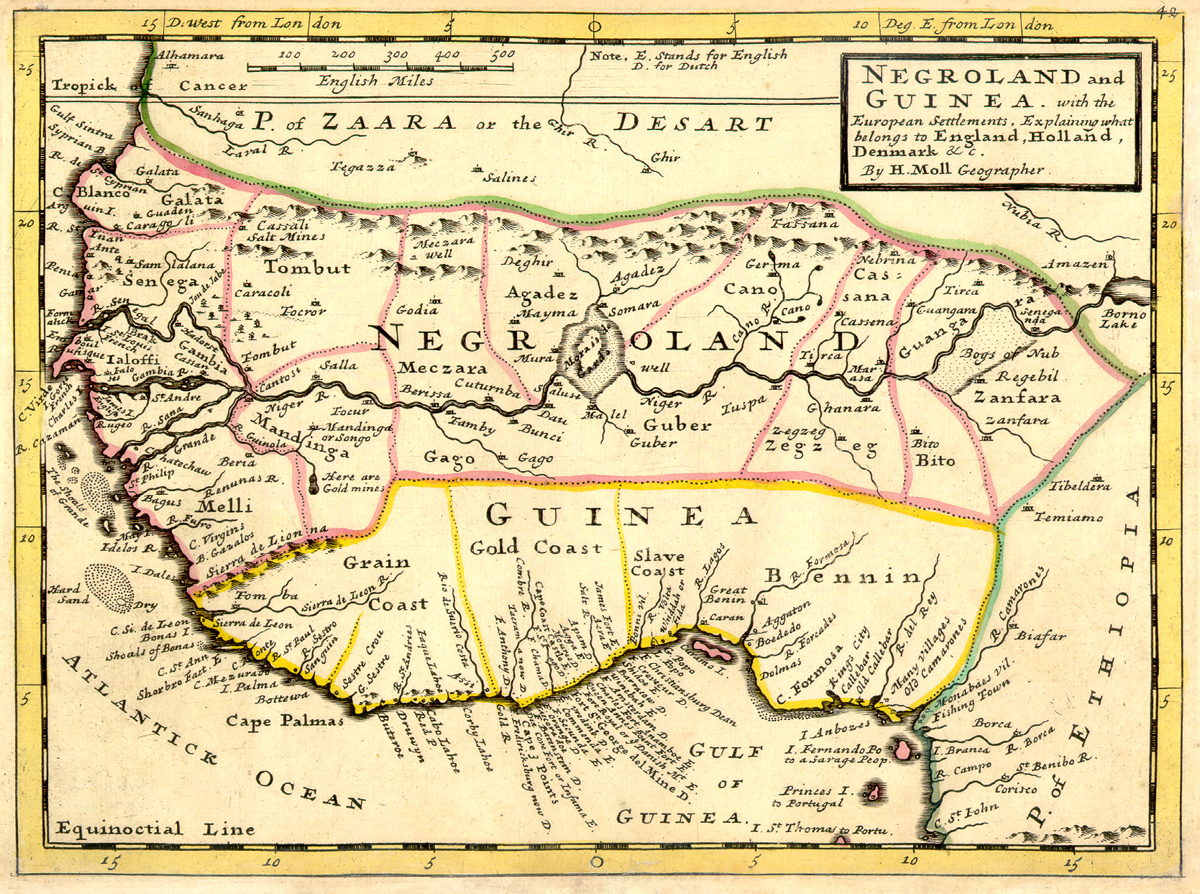
Mapa Afryki Zachodniej, ok. 1736, opisująca kolonie angielskie, holenderskie, duńskie, etc.

Gwinea – region w Afryce Zachodniej wzdłuż wybrzeży Zatoki Gwinejskiej. Dzieli się na Górną Gwineę i Dolną Gwineę. Ta pierwsza obejmuje swoim zasięgiem obszar mniej więcej od Sierra Leone aż do Wybrzeża Kości Słoniowej. Dolna Gwinea zaczyna się w Ghanie, a kończy się w Gabonie. Państwa noszące taką nazwę to:
- Gwinea
- Gwinea Bissau
- Gwinea Równikowa